# 뼈바늘
뼈바늘은 짐승의 뼈로 만든 바늘이다. 골침(骨針)이라고도 한다. 사슴의 뿔이나 포유류의 뼈로 제작되었으며, 의류의 가공·수선, [등의 용도로 쓰였다.
중국의 저우커우뎬에서 후기 구석기 시대의 뼈바늘이 출토되었다. 한반도에서는 신석기 시대부터 출현해 청동기 시대·철기 시대 유적에서도 출토된다.
오늘날의 바늘 역할을 한다.
뼈바늘은 날카롭다.